# توم تريسي
توم تريسي (بالإنجليزية: Tom Tracy)‏ هو لاعب كرة قدم أمريكية أمريكي، ولد في 7 سبتمبر 1934 في برمنغهام في الولايات المتحدة، وتوفي في 24 يناير 1996.

## وصلات خارجية
- توم تريسي على موقع مرجع كرة القدم المحترفة.كوم (الإنجليزية)